# Kerkerbachbahn DT3
Der Kerkerbachbahn DT3 war ein vierachsiger Dampftriebwagen der privaten Kerkerbachbahn (KBB). Dieser Triebwagen wurden nach dem System Komarek in Wien gefertigt und war von seinem Grundaufbau her ähnlich den Schmalspur-Dampftriebwagen der Niederösterreichischen Landesbahnen NÖLB 40–44. Die Bezeichnung DT3 ist jedoch nicht ganz gesichert. An anderer Stelle wird er als Dampftriebwagen 4 mit dem Baujahr 1905 und weiteren technischen Abweichungen bezeichnet.

## Geschichte
Hintergrund für die Fertigung des Wagens war die Verlängerung der Kerkerbachbahn im Jahr 1907 bis nach Mengerskirchen. Für die Verkehrsbedürfnisse des Personenverkehrs wurde ein Dampftriebwagen gewählt, um die Dampflokomotiven nur für den Güterverkehr zu verwenden. Da die Firma Komarek schon Erfahrungen mit dem Bau derartiger Fahrzeuge hatte, fiel die Wahl auf diesen Hersteller.
Bei Bedarf konnte der Wagen einen Beiwagen mitnehmen. Er fuhr bis 1914 jährlich etwa 25.000 Kilometer. Zu Zeiten des Ersten Weltkrieges wurde er nur selten eingesetzt, von 1920 bis 1924 war er abgestellt. Ab 1925 legte er im regelmäßigen Einsatz nur noch zwischen 3.000 und 7.000 Kilometern zurück. 1928 hatte er nach Geschäftsangaben die letzten Einsätze. 1935 gilt er als verschrottet.

## Technische Merkmale
Für den Bau des Triebwagens wurde ein herkömmlicher Personenwagen BCPwPost4iddT verwendet und mit einer Dampfmaschine der Maschinenfabrik Komarek in Wien zu einem Dampftriebwagen komplettiert. Der Wagen war ein kombinierter 2. Klasse (7 Plätze)/3. Klasse (25 Plätze)-Wagen mit einem Gepäck- und einem Postabteil sowie einem Abort. Die Dampfmaschine saß auf der vorderen Achse. Dem vorderen Kessel- und Maschinenraum folgten der Gepäckraum, der Postraum mit Seitengang, das Abteil der 2. Klasse, ein Einstiegsraum mit Mitteleinstieg das Abteil 3. Klasse und eine geschlossene Endbühne.
Der Kessel der Zweizylinder-Hochdruck-Dampfmaschine saß auf der ersten Achse. Die Dampfmaschine arbeitete in Verbundwirkung, die Zylinder lagen weit hinten im Maschinendrehgestell und trieben die erste Achse an. Der Triebwagen war für die Bedienung durch eine Person ausgelegt, im Schiebebetrieb musste eine zweite Person die Strecke beobachten.